# جوليا سيرانو
جوليا ميشيل سيرانو (بالإنجليزية: Julia Serano)‏ هي كاتبة أمريكية وناشطة في مجال التحول الجنسي وازدواجية الميول الجنسية. معروف عنها أنها مدافعة عن حقوق المرأة وعن حرية اختيارها لجنسها؛ حيث كتبت عدة كتب من قبيل جلد الفتاة، الاستبعاد وصراحة. كما أنها ظهرت في
عشرات المظاهرات المؤيدة للنسوية ولثقافة تقبل الآخر مهما كان عرقه أو جنسه أو توجهه الديني وقدمت العديد من المحاضرات في الجامعات والندوات.

## الحياة
على مدونتها SwitchHitter.net تقول جوليا سيرانو أنها تدعم النساء وأنها لاحظت كمية المعاناة والصعوبات التي تواجه المرأة بصفة عامة خلال أواخر 1970 حيث كان عمرها آنذاك 11 عاما. بعد سنوات قليلة شعرت بحب ما يُعرف بشهوة الملابس المغايرة. في البداية كانت تحتفظ بهذا السر لنفسها ولكن في نهاية المطاف باحت بالسر للكل وبدأت تتصرف كما تُحب هي لا كما يُفرض عليها. حضرت سيرانو أول ندوة لدعم مشتهيين الملابس المغايرة في عام 1994 حيث كانت تعيش حينها في ولاية كانساس.
انتقلت بعد ذلك سيرانو إلى منطقة خليج سان فرانسيسكو حيث التقت زوجتها المستقبلية داني في عام 1998. في ذلك الوقت لم تبقى سيرانو مجرد مشتهية لملابس الغير بل أصبحت من المتحولين جنسيا ومزدوجة الميول الجنسية. في عام 2001 بدأت تستشير الطبيب حول إمكانية تغيير جنسها والتحول للجنس المغاير.

## المسيرة المهنية
حصلت سيرانو على شهادة الدكتوراه في الكيمياء الحيوية والفيزياء الحيوية الجزيئية من جامعة كولومبيا. تخصصت فيما بعد في علم الوراثة التنموية وعلم الأحياء التطوري حيث تعمقت فيهما ودرستهما في جامعة كاليفورنيا في بيركلي لمدة سبعة عشر عاما.
سيرانو هي مؤلفة كتاب جلد الفتاة: جروح المرأة بين التحيز الجنسي وكبش فداء الأنوثة، كما ألفت كتابا ثانيا بعنوان الاستبعاد: جعل النسوية عليلة حركات أكثر شمولا الذي صدر يوم 10 سبتمبر 2013 بواسطة شركة ختم الصحافة للنشر. كما ألَّفت كتابا ثالثا بعنوان الصراحة: عقد من المتحولين جنسيا وعلاقتهم بالنسوية الذي تم نشره من قبل دار الصحافة للتوزيع،  جنبا إلى جنب مع مفتاح السجلات للنشر والتوزيع. وكان كتاب الصراحة أو صراحة قد حصل عام 2017 على جائزة أدبية في الدور النهائي.
حاولت في أعمالها الاهتمام بأحرار الجنس، وبالنسوية كما حاولت نشر أعمالها في عشرات المجلات التي اكتسبت سمعة سيئة إلى حد ما بسبب توجهها من قبيل مجلة العاهرة، الضجة، بالوعة المطبخ، الشفاه، التحول ثم نسيج المتحولين جنسيا. أما مقتطفات من عملها فقد ظهرت في مجلة المؤمن وإن سان فرانسيسكو كرونيكل كما تبنت الإذاعة الوطنية العامة بعضا من أعمالها أيضا.
تحدثت سيرانو عن المتحولين جنسيا وعن قضايا المرأة في العديد من الجامعات كما ركزت في كثير من الأحيان على موضوع أحرار الجنس والنسوية من خلال ربطهم بعلم النفس والفلسفة وغيرها من العلوم. استُخدمت كتاباتها في مواد التدريس خاصة في قسم الدراسات الجنسانية والدورات التدريبية في جميع أنحاء الولايات المتحدة.
تحترف سيرانو فن الصلام (فن الكلام في الشارع) وقد حصلت على شهرة كبيرة في الشوارع وحتى في المؤتمرات والعروض العلمية والعملية التي تُقدمها في الجامعات وكذلك في المناسبات الوطنية مثل مهرجان الفنون في سان فرانسيسكو الذي يفتخر بالمثليين كل سنة. هذا وتجدر الإشارة إلى أن سيرانو كانت عازفة جيتار ومغنية في فرقة بيت سيز (بالإنجليزية: Bitesize)‏ من عام 1997 وحتى وقت مبكر من عام 2000 وسجلت بعضا من أغانيها الموسيقية المنفردة. تُنظم سيرانو وتستضيف مؤتمر GenderEnders وهو مؤتمر يُحاول دعم المتحولون جنسيا وحاملي صفات الجنسين من الناحية النفسية والمادية والاجتماعية وغيرها.

## روابط خارجية
- جوليا سيرانو على موقع ديسكوغز (الإنجليزية)